# Palle Dyreborg
Palle Dyreborg (født 24. januar 1938) er arkitekt MAA og var indtil 2007 lektor på Kunstakademiets Arkitektskole ved Institut for Bygningskultur.
Fra slutningen af 1980'erne har Dyreborg ved siden af sit lektorat på Arkitektskolen drevet selvstændig arkitektvirksomhed i Dragør.
Gennem mange år har Dyreborg forsket i nordatlantisk byggeskik, især færøsk arkitektur, og sammen med forskningskollegaen Poul Jensen har han udgivet bøger om færøsk kulturhistorie og norrøn byggeskik.
Palle Dyreborg har sammen med Theo Bjerg været arkitekt på Oslo bade- og musikhus (Norge), Domus Vista Park III (Frederiksberg), Ortopædisk Hospitals værkstedsbygning (København), bofællesskabet Sættedammen (Ny Hammersholt ved Hillerød), Ungdomskollegiet (Flensborg).
Han er formand for »Foreningen til Den Bløde Blyants Bevarelse – B.B.B.«, som blev dannet som opposition til computernes indtog i arkitektfaget.